# Callistochiton crassicostatus
Callistochiton crassicostatus is een keverslakkensoort uit de familie van de Callistoplacidae. De wetenschappelijke naam van de soort is voor het eerst geldig gepubliceerd in 1893 door Pilsbry.